# Pflaumentoffel

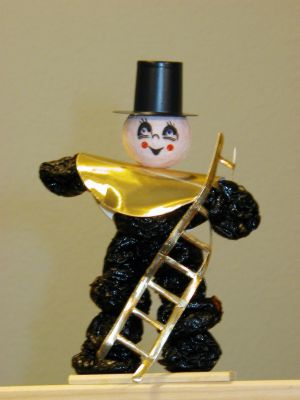
Pflaumentoffel

Pflaumentoffel (wyraz utworzony ze słów śliwka i podpalacz), także Zwetschgenmännla lub Zwetschgenmännchen – figurka dla dzieci do jedzenia zrobiona z suszonych śliwek.
Pflaumentoffel to figurka przypominająca kominiarza wyprodukowana z ok. 14 wysuszonych lub upieczonych śliwek, ciasteczek, słodyczy, drewnianych patyczków, pomalowanej kulki papieru jako głowy, kartonowego cylindra jako nakrycia głowy, panierowanej narzuty na plecy i papierowej drabinki. Całość jest owinięta metalową folią. Figurki pflaumentofflów stały się znane dzięki sprzedawaniu ich na jarmarku bożonarodzeniowym w Dreźnie (Dresdner Striezelmarkt).
Historycznie pflaumentoffle nawiązują do siedmio- lub ośmioletnich chłopców, głównie z sierocińców, którzy na podstawie zezwolenia elektora saskiego z 1653 r. zajmowali się sprzątaniem. Praca dzieci polegała na przeczołganiu się i wyczyszczeniu wysokich i wąskich kominów domów mieszczańskich. Jest to jeden z wczesnych przykładów państwowej zgody na pracę dzieci. Pflaumentoffle są wzmiankowane podczas Bożego Narodzenia w 1801 r. jako ludziki z pieczonych śliwek (Männlein aus Backpflaumen). W XIX w. dzieci z tacami przymocowanymi do brzuchów (zwane Striezelkinder) oferowały pflaumentoffle na bożonarodzeniowych jarmarkach w Saksonii i Rudawach

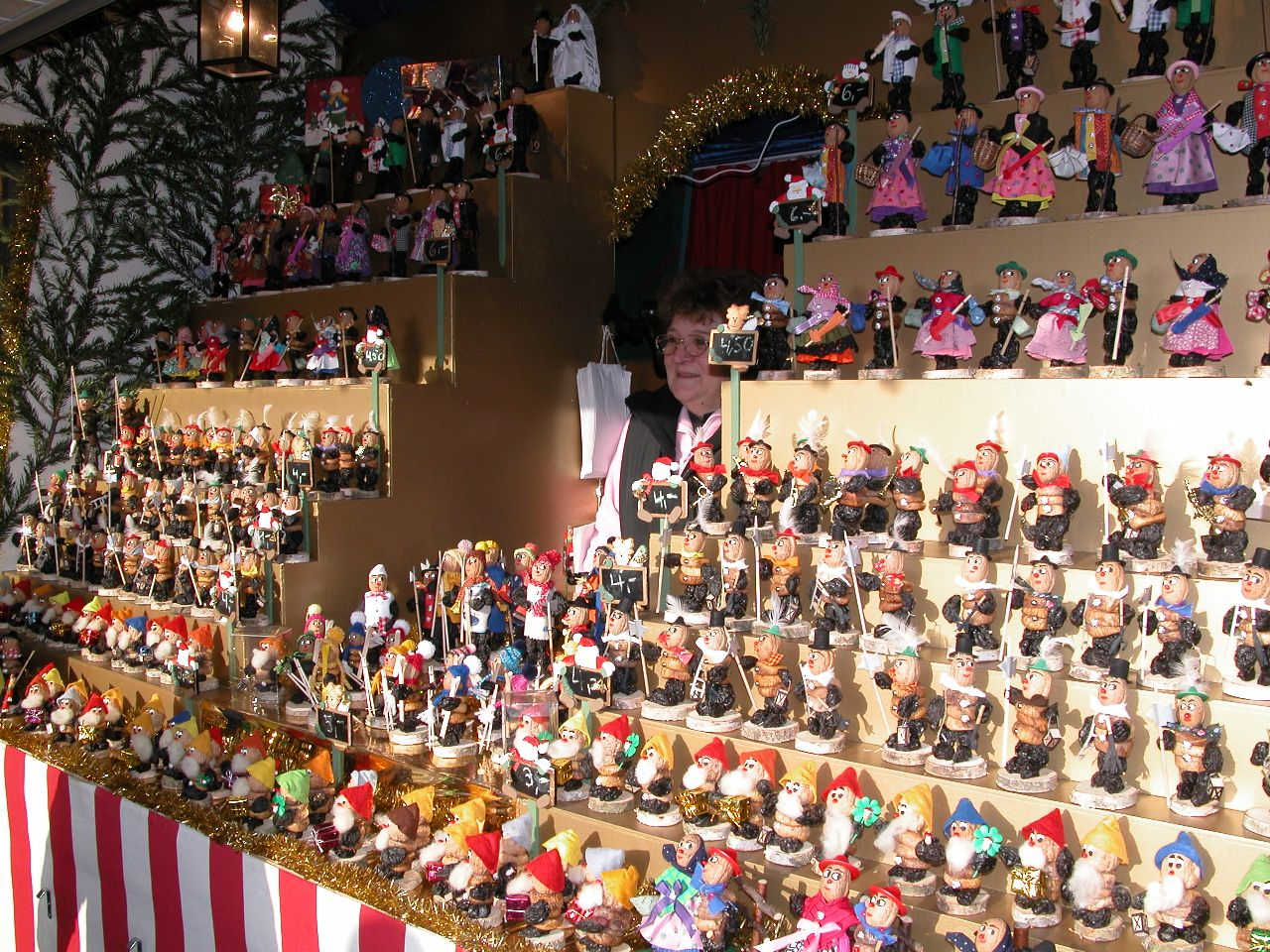
Zwetschgenmännla na jarmarku w Norymberdze

Zwetschgenmännla tradycyjnie sprzedawano na bożonarodzeniowych jarmarkach we Frankonii i Bawarii. Mają ok. 15 cm wysokości i przedstawiają kominiarzy, królów lub postacie z bajek. Norymberczycy sprzedają je na bożonarodzeniowym jarmarku (Christkindlesmarkt). Przez cały rok przygotowują małe figurki, które następnie w adwencie są sprzedawane na Marktgäste. W dniu św. Mikołaja w 2000 r. urządzono inscenizację z tańczącymi na scenie zwetschgenmännlami.
Pflaumentoffle w kulturze ludowej, podobnie jak kominiarze, są uważane za symbol szczęścia. Kojarzone są także ze św. Mikołajem, który w wielu rejonach Europy dostaje się do domów przez komin. Uważa się ponadto, że dzieci źle się zachowujące przypominają czarnego luda.
W XX w. słowo Pflaumentoffel zyskało nieformalne, ironiczne i obelżywe znaczenie we wschodniej części niemieckiego obszaru językowego oznaczające durnia lub bałwana, szczególnie w odniesieniu do dzieci.